# Nilea victoria
Nilea victoria är en tvåvingeart som först beskrevs av Aldrich och Herbert John Webber 1924.  Nilea victoria ingår i släktet Nilea och familjen parasitflugor.
Artens utbredningsområde är British Columbia. Inga underarter finns listade i Catalogue of Life.